# Uadane
Uadane o Uadán (20°55.9′N 11°37.2′O / 20.9317, -11.6200) (en árabe: وادان) es una ciudad de la zona central de Mauritania, en la meseta de Adrar al noreste de Chingueti. Fue fundada en 1147 por la tribu bereber Idalwa el Hadji y enseguida se convirtió en un importante punto de encuentro y tránsito de caravanas. Los portugueses establecieron un núcleo comercial en 1487, pero la ciudad inició su declive en el siglo XVI. La ciudad vieja está declarada Patrimonio Mundial de la Humanidad por la Unesco. Aunque en ruinas, está básicamente intacta, mientras que la ciudad nueva crece extramuros llegando a tan solo diecisiete kilómetros del borde de la famosa Estructura de Richat.

## Galería

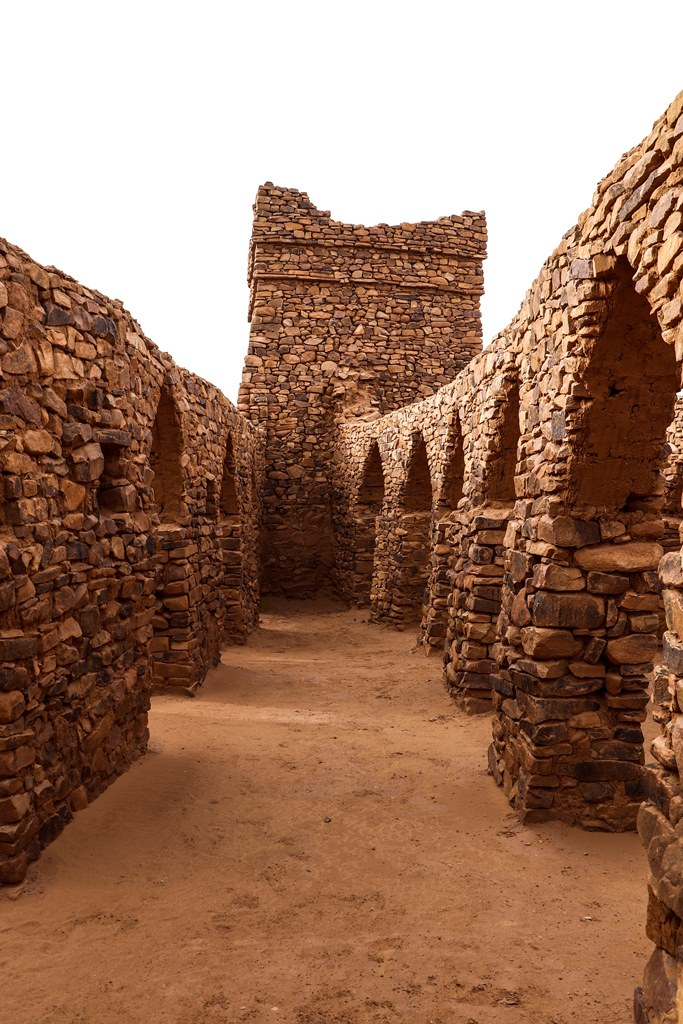
Mezquita de Uadane
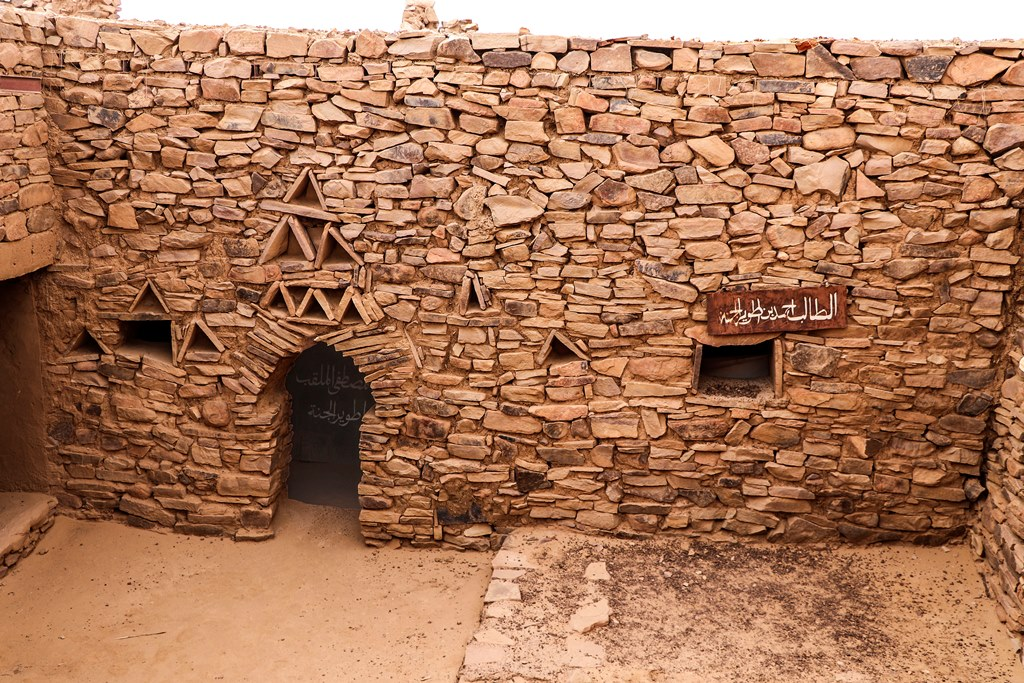
Casa reconstruida de el-Hadj Ethmane, uno de los fundadores de Uadane
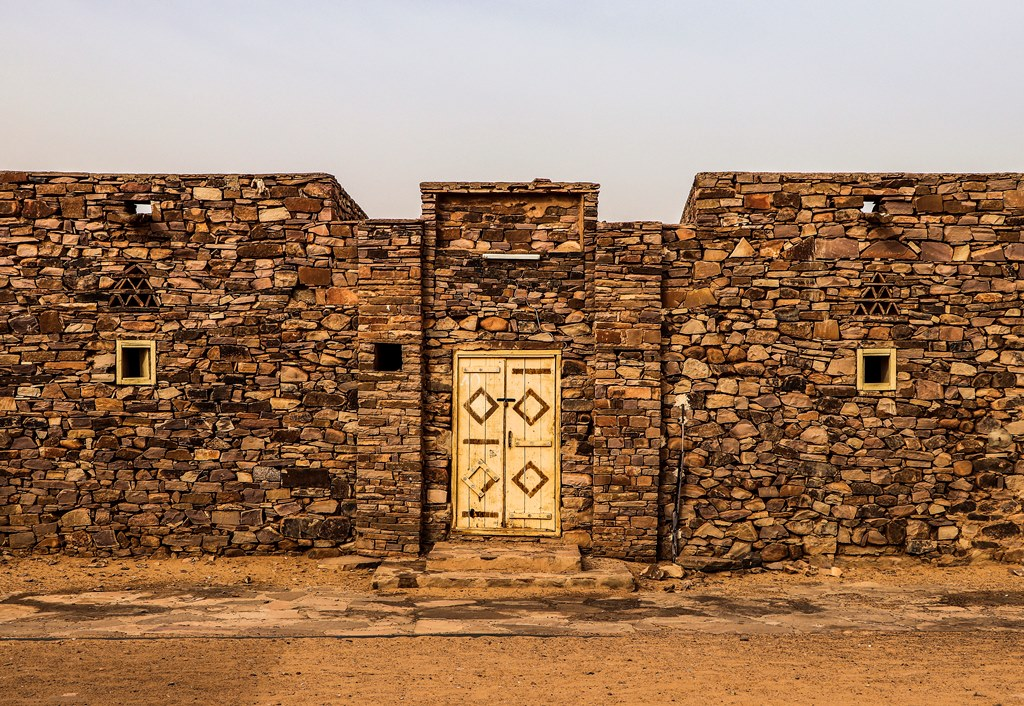
Ciudad nueva de Uadane: edificio construido en estilo tradicional